# Cupido nazira
Cupido nazira är en fjärilsart som beskrevs av Moore 1865. Cupido nazira ingår i släktet Cupido och familjen juvelvingar. Inga underarter finns listade i Catalogue of Life.